# 里特

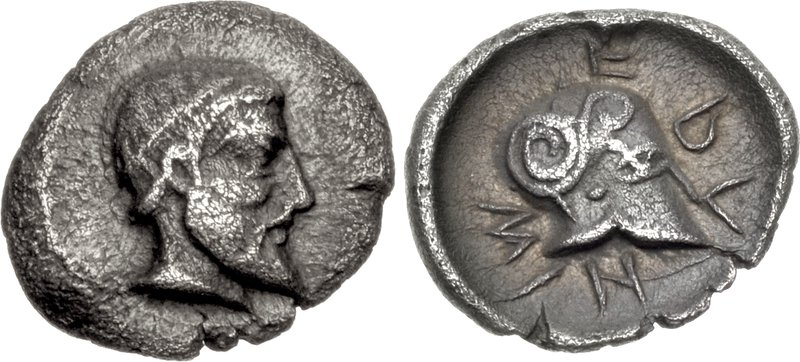
西西里岛的希梅拉在公元前430年左右发行的一里特银币。

里特（古希腊文：λίτρα）是一种在古希腊殖民地，尤其是在古代西西里岛被普遍使用的一种小银币。一个里特的价值相当于一个奧波勒斯， 银币重零点八七克，也等同五分之一德拉克马。
在新约圣经中有一篇名为托马斯行传的文章中有这样一段记录，耶稣把托马斯卖给一个印度商人时说：“三个里特银币我将他卖给你”。在塔木德，里特是一种计量单位，相当于六十谢克尔，重三百五十四克。